# Akropolis-Turnier 2010
Die 23. Auflage des Akropolis-Basketball-Turniers 2010 fand zwischen dem 17. und 19. August 2010 im Vorort Marousi von Athen statt. Ausgetragen wurden die insgesamt sechs Spiele in der Olympiahalle.
Neben der gastgebenden Griechischen Nationalmannschaft nahmen auch die Nationalmannschaften aus Serbien, Kanada sowie Litauen teil. Während Kanada erst zum zweiten und Slowenien zum vierten Mal vertreten war, nahm Serbien bereits zum neunten Mal teil.
Als MVP des Turniers wurde der Grieche Sofoklis Schortsanitis ausgezeichnet.

## Besonderes
- Der 123:49-Sieg Griechenlands über Kanada stellt den höchsten Sieg der Griechen in einem Länderspiel dar.
- Beim Spiel zwischen Serbien und Griechenland kam es im letzten Viertel zu einer mehrere Minuten andauernden Schlägerei zwischen einigen Spielern beider Mannschaften, sodass die Partie beim Stand von 74:73 für Griechenland 2:40 Minuten vor Schluss abgebrochen wurde.

## Begegnungen
| 17. August 2010 | Serbien      | 82 - 81   | Slowenien |
| 17. August 2010 | Griechenland | 123 - 49  | Kanada    |
| 18. August 2010 | Kanada       | 62 - 58   | Serbien   |
| 18. August 2010 | Griechenland | 96 - 72   | Slowenien |
| 19. August 2010 | Kanada       | 71 - 86   | Slowenien |
| 19. August 2010 | Griechenland | 74 - 73 * | Serbien   |

* Spiel wurde vorzeitig im vierten Viertel abgebrochen und Griechenland zum Sieger erklärt.

## Tabelle
| Rang | Land         | Punkte | Körbe   |
| ---- | ------------ | ------ | ------- |
| 1    | Griechenland | 6      | 293-194 |
| 2    | Serbien      | 4      | 213-217 |
| 3    | Slowenien    | 4      | 239-249 |
| 4    | Kanada       | 4      | 182-267 |